# Diócesis de Rondonópolis-Guiratinga
La diócesis de Rondonópolis-Guiratinga (en latín: Rondonopolitana-Guiratingen(sis) y en portugués: Diocese de Rondonópolis-Guiratinga) es una circunscripción eclesiástica latina de la Iglesia católica en Brasil, sufragánea de la arquidiócesis de Cuiabá. La diócesis tiene al obispo electo Maurício da Silva Jardim como su ordinario desde el 8 de junio de 2022. 

## Territorio y organización
La diócesis tiene 53 405 km² y extiende su jurisdicción sobre los fieles católicos de rito latino residentes en 13 municipios del estado de Mato Grosso: Rondonópolis, Alto Araguaia, Alto Garças, Alto Taquari, Dom Aquino, Guiratinga, Itiquira, Jaciara, Juscimeira, Pedra Preta, São José do Povo, São Pedro da Cipa y Tesouro. Comprende además parte de otros 3 municipios: Barão de Melgaço, Cuiabá y Santo Antônio do Leverger.
La sede de la diócesis se encuentra en la ciudad de Rondonópolis, en donde se halla la Catedral de la Santa Cruz. En Guiratinga se encuentra la Concatedral de San Juan Bautista.
En 2020 en la diócesis existían 22 parroquias.

## Historia
La prelatura territorial de Chapada fue erigida el 13 de julio de 1940 con la bula Quo christifidelibus del papa Pío XII, obteniendo el territorio de la arquidiócesis de Cuiabá, de la diócesis de Corumbá y de la prelatura territorial de Registro do Araguaia.
El 25 de noviembre de 1961, por decreto Cum urbs de la Congregación Consistorial, la sede del prelado fue trasladada de Chapada dos Guimarães a Rondonópolis y el distrito tomó el nombre de prelatura territorial de Rondonópolis.
El 15 de febrero de 1986 la prelatura territorial fue elevada a diócesis con la bula Laetantes omnino del papa Juan Pablo II.
El 23 de diciembre de 1997 cedió una parte de su territorio para la erección de la prelatura territorial de Paranatinga (hoy diócesis de Primavera do Leste-Paranatinga) mediante la bula Ecclesia sancta del papa Juan Pablo II.
El 25 de junio de 2014, en virtud de la bula Ad totius dominici del papa Francisco, anexó algunos municipios de la suprimida diócesis de Guiratinga y partes del territorio de la arquidiócesis de Cuiabá, transfiriendo otros a la diócesis de Primavera do Leste-Paranatinga, y al mismo tiempo tomó el nombre actual.

## Estadísticas
De acuerdo al Anuario Pontificio 2021 la diócesis tenía a fines de 2020 un total de 262 000 fieles bautizados.
| Año                                                                             | Población            | Población | Población      | Sacerdotes | Sacerdotes    | Sacerdotes    | Bautizados por sacerdote | Diáconos permanentes | Religiosos | Religiosos | Parroquias |
| Año                                                                             | Bautizados católicos | Total     | % de católicos | Total      | Clero secular | Clero regular | Bautizados por sacerdote | Diáconos permanentes | Varones    | Mujeres    | Parroquias |
| ------------------------------------------------------------------------------- | -------------------- | --------- | -------------- | ---------- | ------------- | ------------- | ------------------------ | -------------------- | ---------- | ---------- | ---------- |
| 1950                                                                            | 35 000               | 37 000    | 94.6           | 5          |               | 5             | 7000                     |                      | 7          | 16         | 2          |
| 1966                                                                            | 10 000               | 100 000   | 10.0           | 10         | 2             | 8             | 1000                     |                      | 15         | 35         | 6          |
| 1970                                                                            | 160 000              | 175 000   | 91.4           | 19         | 12            | 7             | 8421                     | 1                    | 12         | 62         | 10         |
| 1976                                                                            | 105 000              | 150 000   | 70.0           | 14         | 9             | 5             | 7500                     | 1                    | 10         | 60         | 10         |
| 1980                                                                            | 175 000              | 229 000   | 76.4           | 16         | 10            | 6             | 10 937                   |                      | 8          | 54         | 11         |
| 1990                                                                            | 229 000              | 270 000   | 84.8           | 23         | 10            | 13            | 9956                     |                      | 19         | 52         | 14         |
| 1999                                                                            | 240 000              | 270 000   | 88.9           | 28         | 18            | 10            | 8571                     | 1                    | 19         | 51         | 15         |
| 2000                                                                            | 245 000              | 280 000   | 87.5           | 26         | 16            | 10            | 9423                     | 1                    | 12         | 49         | 15         |
| 2001                                                                            | 240 000              | 275 000   | 87.3           | 25         | 17            | 8             | 9600                     | 1                    | 17         | 51         | 15         |
| 2002                                                                            | 240 000              | 275 000   | 87.3           | 25         | 17            | 8             | 9600                     | 1                    | 9          | 47         | 15         |
| 2003                                                                            | 242 000              | 278 000   | 87.1           | 28         | 20            | 8             | 8642                     | 1                    | 16         | 46         | 15         |
| 2004                                                                            | 237 000              | 275 000   | 86.2           | 23         | 15            | 8             | 10 304                   | 1                    | 10         | 47         | 15         |
| 2010                                                                            | 238 000              | 291 000   | 81.8           | 26         | 20            | 6             | 9153                     | 2                    | 16         | 46         | 15         |
| 2014                                                                            | 255 500              | 327 000   | 78.1           | 31         | 24            | 7             | 8241                     | 2                    | 12         | 47         | 20         |
| 2017                                                                            | 255 990              | 345 760   | 74.0           | 37         | 28            | 9             | 6918                     |                      | 11         | 57         | 21         |
| 2020                                                                            | 262 000              | 353 800   | 74.1           | 37         | 29            | 8             | 7081                     |                      | 11         | 53         | 22         |
| Fuente: Catholic-Hierarchy, que a su vez toma los datos del Anuario Pontificio. |                      |           |                |            |               |               |                          |                      |            |            |            |

## Episcopologio
- Vunibaldo Godchard Talleur, O.F.M. † (20 de diciembre de 1947-1970 renunció)
- Osório Willibaldo Stoffel, O.F.M. † (27 de noviembre de 1970-19 de noviembre de 1997 retirado)
- Juventino Kestering † (19 de noviembre de 1997-28 de marzo de 2021 falleció)
- Maurício da Silva Jardim, desde el 8 de junio de 2022